# Paraclytus primus
Paraclytus primus là một loài bọ cánh cứng trong họ Cerambycidae.